# Maria Gaetana Agnesi

Maria Gaetana Agnesi

Maria Gaetana Agnesi (* 16. Mai 1718 in Mailand; † 9. Januar 1799 ebenda) war eine italienische Mathematikerin und Philanthropin im Zeitalter der Aufklärung. Sie untersuchte und veröffentlichte unter anderem die Versiera der Agnesi.

## Leben
Maria Gaetana Agnesi wurde in eine wohlhabende Familie von Intellektuellen und Kaufleuten geboren. Ihr Vater Pietro Agnesi war Mathematik-Professor, ihre Mutter die italienische Adelige Anna Fortunata Brivio aus der Familie Brivius de Brokles. Neuere Quellen bezeichnen es als unklar oder unzutreffend, dass ihr Vater Professor war; alle Quellen stimmen aber darin überein, dass er (auch) Textilkaufmann war.

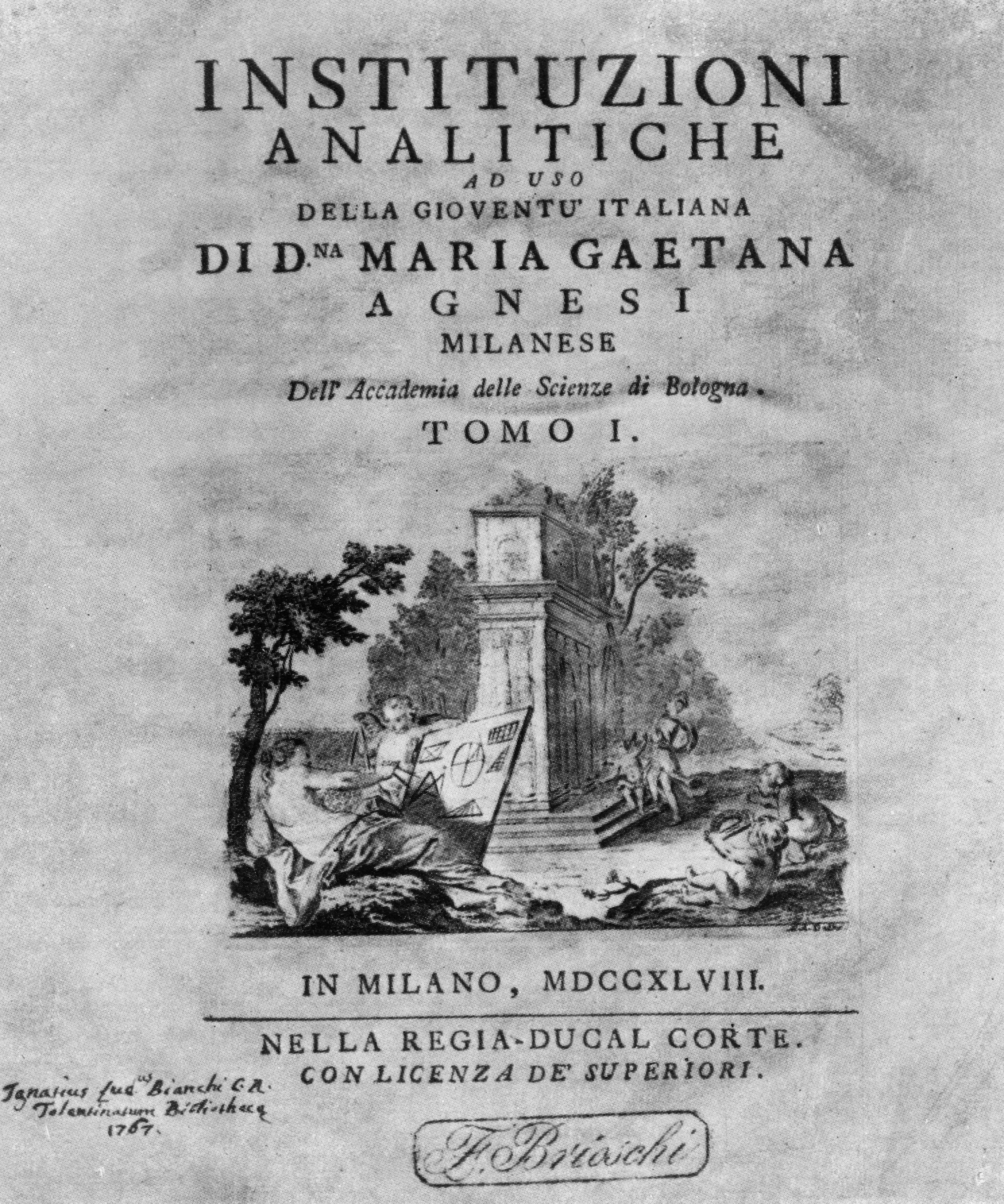
Frontispiz von Instituzioni analitiche (1748)

Maria Gaetana Agnesi war das älteste von insgesamt 21 Kindern. Insbesondere ihr Vater förderte ihre mathematische Begabung und verhalf ihr zu einer guten Ausbildung. Maria galt als Wunderkind. Im Alter von neun Jahren hielt sie frei eine einstündige lateinische Rede, in der sie das Recht der Frau auf Bildung diskutierte, welches damals umstritten war. Im Alter von nur elf Jahren konnte sie sieben Sprachen sprechen. Von Zeitgenossen wird sie im Alter von circa 20 Jahren als ein junges Mädchen von „schlichtem und sanften Wesen“ beschrieben, das jedoch in der Lage war, auf Latein jedes beliebige Thema der Philosophie oder Mathematik zu diskutieren. Ab ihrer Jugend soll Agnesi an Somnambulismus, Neurasthenie und Veitstanz erkrankt gewesen sein. Nach dem Tod der Mutter wünschte die 21-Jährige ins Kloster zu gehen, um der häuslichen Sorge um ihre 20 Geschwister zu entkommen. Doch nach Protest ihrer Lehrer und Versprechungen des Vaters, dass sie gewissen gesellschaftlichen Verpflichtungen nicht nachkommen müsse, änderte sie ihre Meinung. Ein Jahrzehnt lang widmete sie sich der Mathematik und den Wissenschaften.
1748 wurde ihr Werk Instituzioni analitiche (Grundlagen der Analysis) veröffentlicht, das sie der österreichischen Herrscherin Maria Theresia widmete. Aufgrund dieser Publikation wurde Agnesi im selben Jahr in die Akademie der Wissenschaften von Bologna aufgenommen und zwei Jahre später von Papst Benedikt XIV. zur Professorin der Universität Bologna ernannt. Sie hat dort jedoch nie gelehrt, obwohl ihre bekannte Zeitgenossin, die Physikerin Laura Bassi, sie mehrmals darum bat.
Als Maria Agnesi 34 Jahre alt war, starb ihr Vater. Fortan gab sie die Wissenschaft zugunsten ihres Glaubens und karitativer Aktivität auf. Sie studierte Katholische Theologie und kümmerte sich um Arme und Kranke. Zunächst lebte sie noch im Hause ihrer Eltern, später mietete sie ein Haus, in dem sie Obdachlosen Unterkunft gewährte.
1771 übernahm sie die Leitung eines Altenheims für Frauen. 28 Jahre lang widmete sie sich dieser Einrichtung, die im Jahre ihres Todes 450 Bewohnerinnen beherbergte.

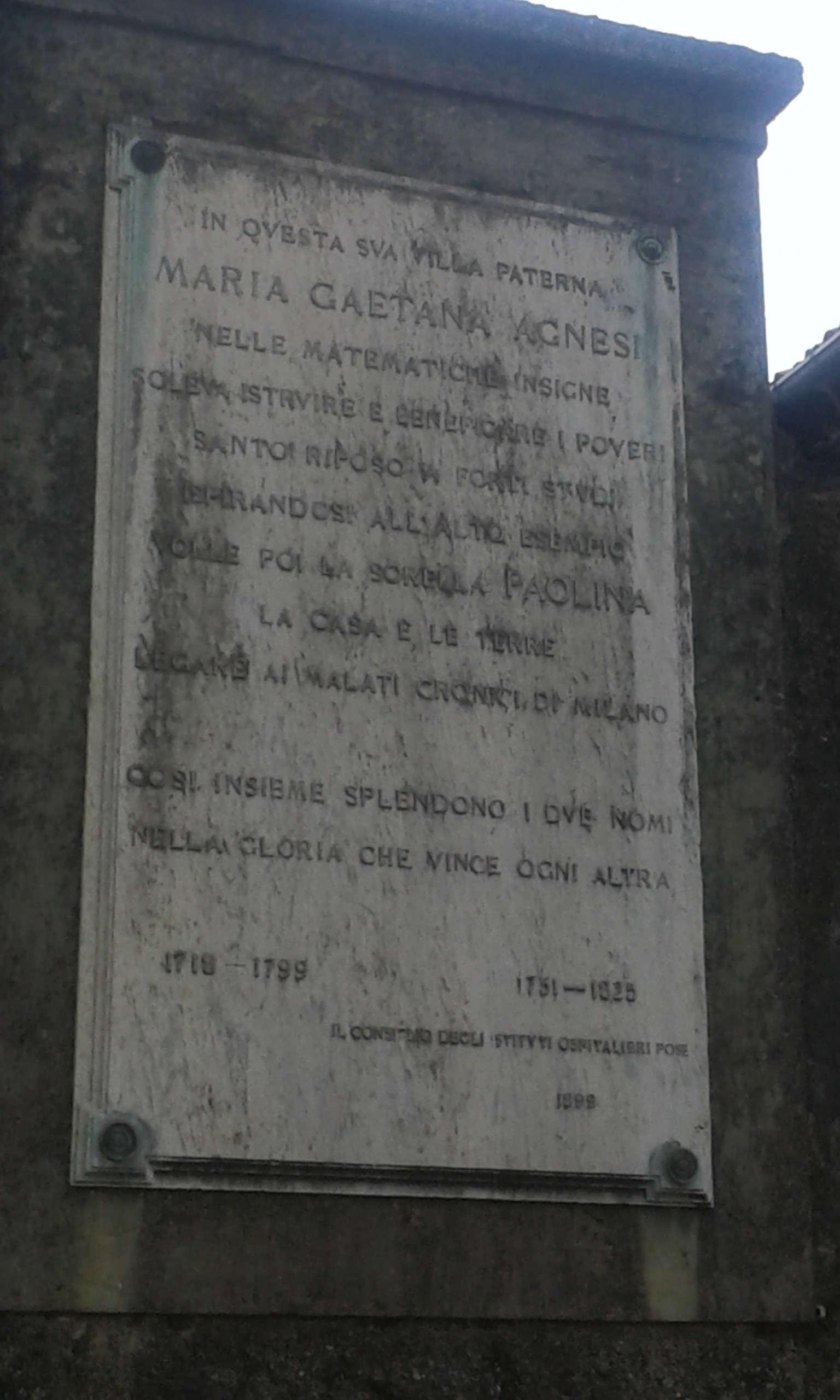
Gedenktafel in Varedo

Ihre Schwester Maria Teresa Agnesi Pinottini war eine in ihrer Zeit bekannte und erfolgreiche Komponistin und Musikerin (Gesang und Cembalo). Im Gegensatz zu der zurückgezogen lebenden, kirchlich orientierten Schwester Maria Gaetana wird sie als galant und mondän beschrieben.
Auf einer Gedenktafel in Varedo steht (frei übersetzt):
In diesem väterlichen Haus lehrte die begabte Mathematikerin Maria Gaetana Agnesi, half den Armen, und fand Ruhe für ihre Studien. Durch ihre Anregung spendete ihre Schwester Paolina ihr Haus und die Grundstücke den chronischen Patienten in Mailand. Zusammen erstrahlen die beiden Namen in dem Ruhm, der alles andere übertrifft.
1718 – 1799       1731 – 1825
Der Rat des Hospital-Instituts 1889

## Zitate

Kurvenkonstruktion

„Das Ziel des Christen ist der Ruhm Gottes. Ich hoffe, dass meine Studien den Ruhm Gottes vermehrt haben, dadurch, dass sie nützlich waren für andere, und dass sie von Gehorsam geleitet waren, denn das war der Wille meines Vaters. Jetzt habe ich bessere Wege gefunden, um Gott zu dienen und anderen nützlich zu sein.“

## Schriften
- Bis heute bekannt ist die Versiera der Agnesi, eine algebraische Kurve, die von Maria Agnesi untersucht und 1748 veröffentlicht wurde.
- Ihre Einführung in die Analysis Instituzioni analitiche ad uso della gioventù italiana wurde 1748 in Mailand veröffentlicht und später ins Französische und Englische übersetzt.

## Ehrungen
- Ein Krater der Venus trägt seit 1991 ihren Namen.[13]
- Der Asteroid (16765) Agnesi wurde 2001 nach ihr benannt.[14]
- Am 16. Mai 2014, zum 296. Geburtstag, würdigte Google Maria Gaetana Agnesi mit einem eigenen Google Doodle.[15]
- 2018 brachte die italienische Post eine Briefmarke[16] heraus, die auch die Kurvenkonstruktion zeigt.
- 2018 wurde eine weitere Briefmarke[17] von der Vatikanischen Post angeboten.